# Caroline Marks
Caroline Marks (Boca Ratón, 14 de febrero de 2002) es una deportista estadounidense que compite en surf. Participó en dos Juegos Olímpicos de Verano en los años 2020 y 2024, obteniendo una medalla de oro en París 2024 en la prueba femenina.

## Palmarés internacional
| Juegos Olímpicos | Juegos Olímpicos | Juegos Olímpicos | Juegos Olímpicos |
| Año              | Lugar            | Medalla          | Prueba           |
| ---------------- | ---------------- | ---------------- | ---------------- |
| 2024             | París (Francia)  | Medalla de oro   | Individual       |